# Jacopo Ferretti
Jacopo Ferretti (né le 16 juillet 1784 à Rome et mort dans la même ville le 7 mars 1852) était un poète, écrivain et librettiste italien de la première moitié du XIXe siècle. Il est parfois appelé Giacomo Ferretti, ou encore Jacobo Ferretti.

## Biographie
Jacopo Ferretti est particulièrement célèbre pour avoir écrit le livret de deux opéras de Rossini (Mathilde de Shabran et la Cenerentola) et cinq opéras de Donizetti.